# Acanthodelta serva
Acanthodelta serva är en fjärilsart som beskrevs av Moore 1884. Acanthodelta serva ingår i släktet Acanthodelta och familjen nattflyn. Inga underarter finns listade i Catalogue of Life.